# Газырь

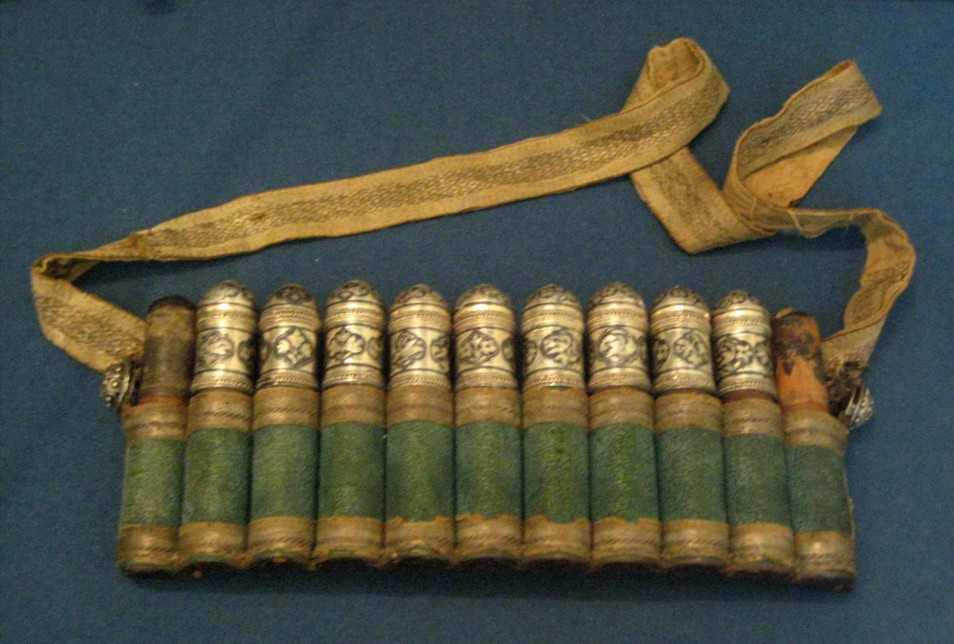
Газырница (сумка с газырями). Дагестан, XIX век.

Газы́рь или Хазы́р (от тур. hazιr) — у кавказских народов — ружейный заряд, состоявший из отмеренного порохового заряда или бумажного патрона и пули.

## История
Газыри носились или в сумке-газырнице, или, чаще, в двух (по сторонам) рядах нашивных нагрудных кармашков, выполняющих роль патронташа.
В дальнейшем стали декоративным элементом, являющимся неотъемлемой частью национальной одежды кавказских народов (XIX — начала XX века), терских, донских и кубанских казаков. Газыри обычно были костяными, а парадные изготавливались из серебра.
Были заимствованы казачьими частями Русской армии вместе с шашкой, буркой, папахой и другими деталями военной культуры у народов Кавказа, в процессе завоевания этих территорий.

## Галерея

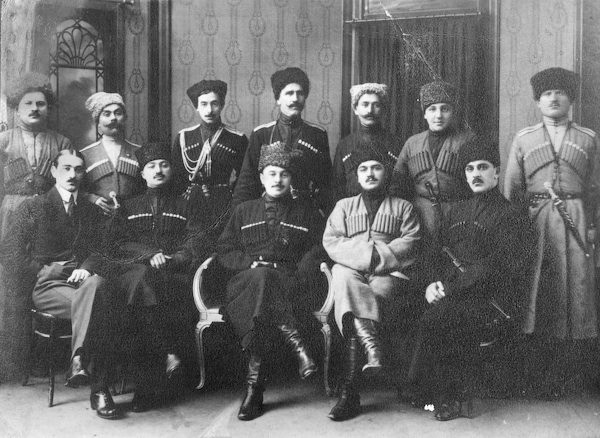
Лидеры Горской республики. Члены Союза объединённых горцев Северного Кавказа, Дагестана и Абхазии в национальной одежде с газырями.
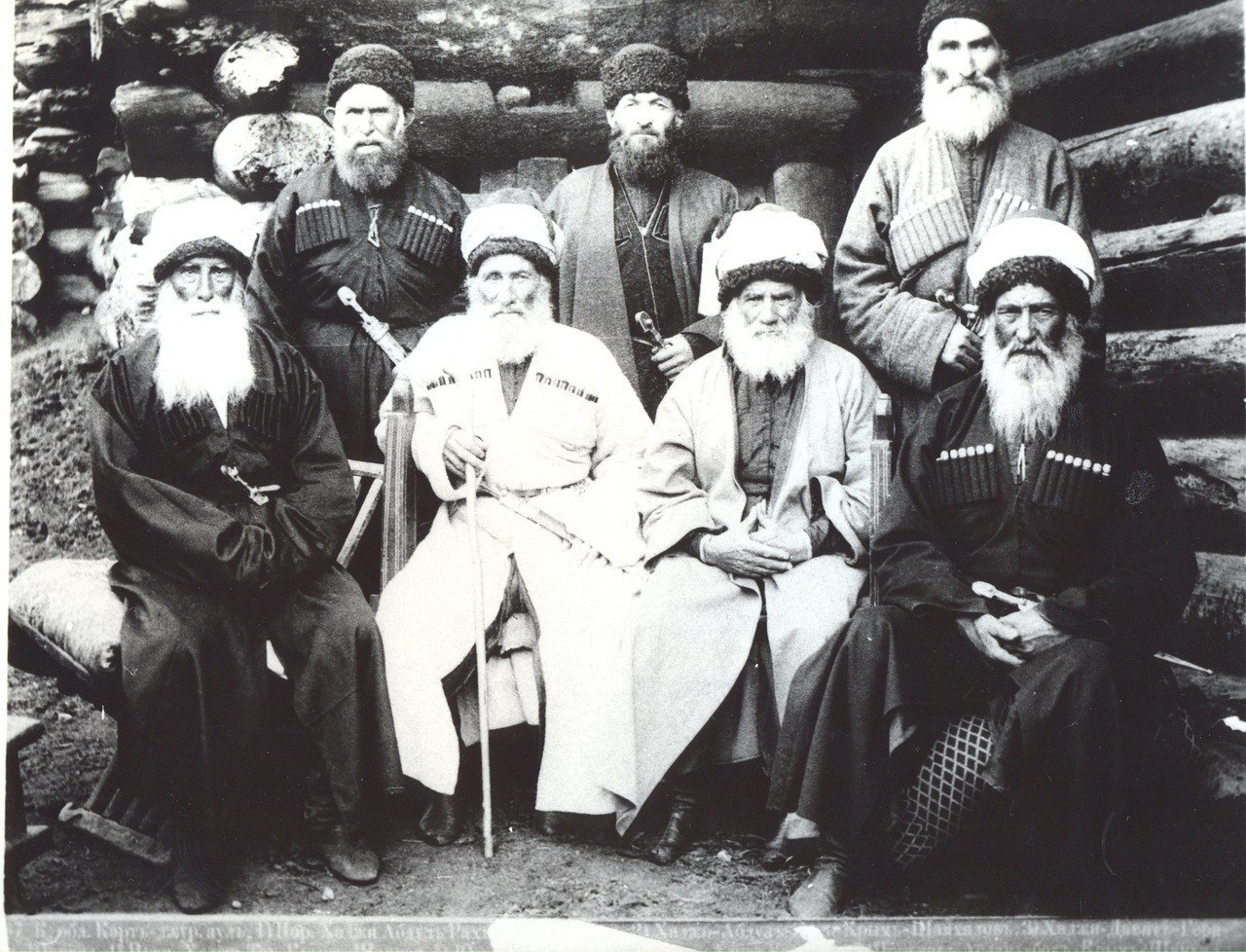
Карачаевцы в национальной одежде XIX века.
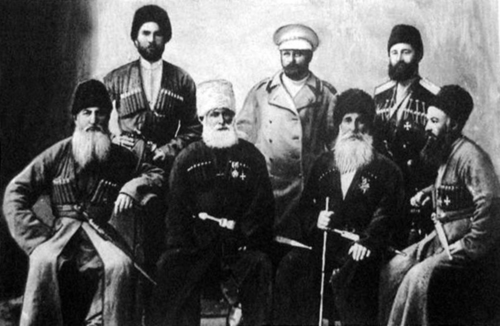
Осетины — ветераны русско-турецкой войны 1877—1878 годов в национальной одежде.

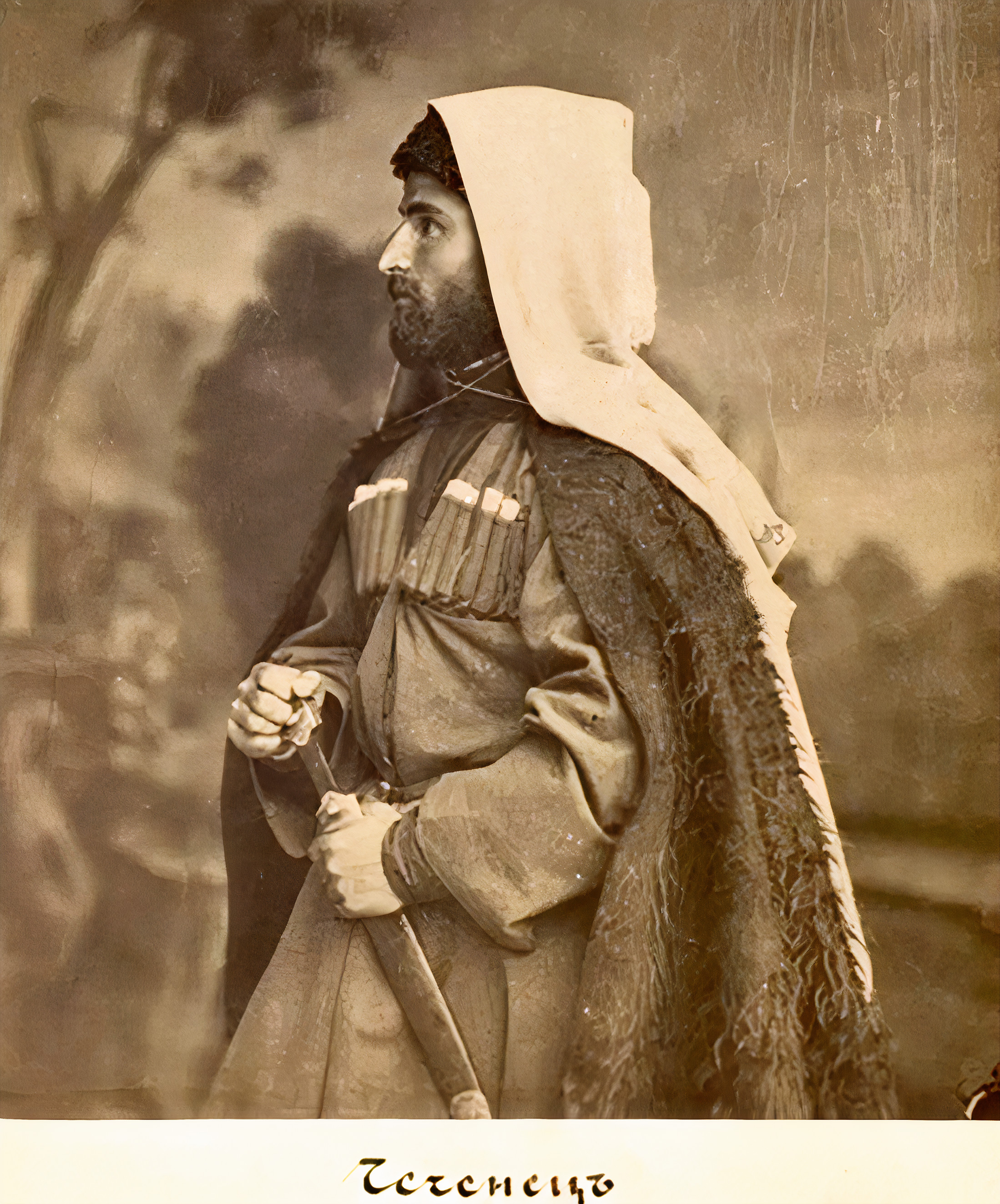
Чеченец в черкеске с газырями
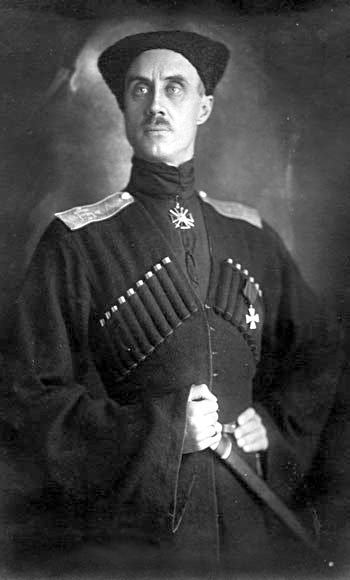
Барон Врангель в черной черкеске с газырями
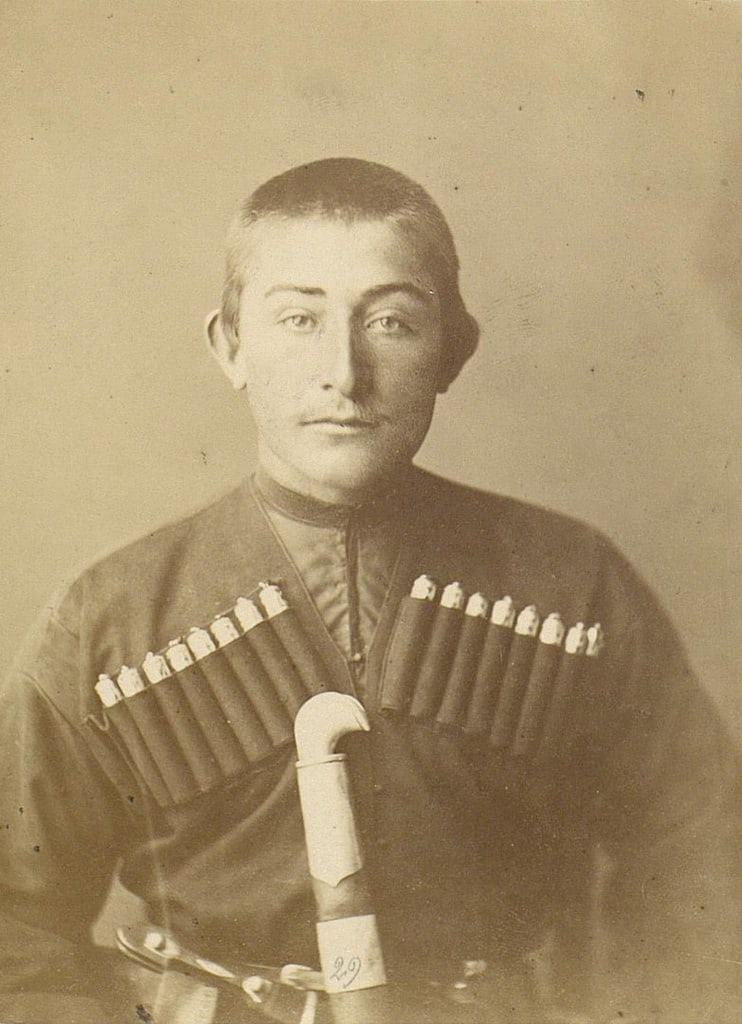
Лакец в одежде с газырями